# Comunitat de l'Àfrica Oriental

Comunitat de l'Àfrica Oriental

La Comunitat de l'Àfrica Oriental (CAO), també coneguda com a Comunitat Africana Oriental i Comunitat de l'Àfrica de l'Est (en anglès East African Community, EAC) és una organització intergovernamental composta per sis països de la regió dels Grans Llacs d'Àfrica, a l'Àfrica oriental: el Sudan del Sud, Kenya, Uganda, Tanzània, Burundi, Ruanda. Es va reactivar el 7 de juliol de 2000 a la ciutat d'Arusha (Tanzània), en la qual es troba la seu de la Comunitat, revifant un projecte similar abandonat el 1977. El nou tractat de la CAO aplanava el camí per a una unió econòmica i, en un futur, política entre els tres estats inicials. Un tractat posterior, firmat el març del 2004, va establir una unió duanera, que va començar l'1 de gener del 2005. Segons el tractat, Kenya, el més ric dels tres estats inicials, havia de pagar aranzels per les mercaderies que entressin a Uganda i Tanzània fins al 2010. Burundi i Ruanda s'hi van incorporar el 2007.
L'EAC és un dels pilars de la Comunitat Econòmica Africana.

## Membres
- Kenya (2001)
- Uganda (2001)
- Tanzània (2001)
- Burundi (2007)
- Ruanda (2007)
- Sudan del Sud (2016)
- Somàlia (2023)[2]

La regió africana oriental comprèn gairebé 2 milions de km², uns 100 milions d'habitants (2005) i importants recursos naturals. Mentre que Kenya i Tanzània han aconseguit una pau relativa des de la seva independència, Uganda, Burundi i Ruanda han sofert guerres i desvastació. Així, la CAO buscaria mantenir l'estabilitat i la prosperitat enmig de conflictes actuals com el del sud del Sudan, la Banya d'Àfrica i la República Democràtica del Congo.

## Política
No obstant això, s'ha afirmat que els punts en comú són molt més profunds. Moltes de les elits nacionals amb edat suficient per a recordar l'antiga CAU solen compartir records i un agut sentiment de pèrdua per la seva eventual dissolució. De forma més cínica, uns altres han argumentat que aquesta ambició històrica proporciona als polítics la capacitat de presentar-se com a estadistes i representants d'un interès regional major. A més, les institucions de la CAO aporten nous i importants poders per a disposar i deposar els qui les integren.
Alguns han qüestionat fins a quin punt les visions d'una unió política són compartides fora de l'elit i els relativament majors, argumentant que la massa juvenil de la població no està ben informada sobre el procés en cap dels països. Uns altres han assenyalat que el sentit de la identitat d'Àfrica Oriental s'ha desenvolupat a partir de les comunicacions modernes. Per a ells, la visió compartida d'un Àfrica Oriental políticament unida és encomiable i un potencial motor de canvi. El compromís amb la idea formal de la CAO és relativament estret, tant en termes socials com generacionals, i per això molts han qüestionat el calendari del projecte. L'acceleració de la unió política es va debatre per primera vegada en 2004 i va comptar amb el consens dels tres presidents de Kenya, Tanzània i Uganda. Així, es va encarregar a un comitè d'alt nivell dirigit per Amos Wako, de Kenya, que investigués la possibilitat d'accelerar la integració per a aconseguir la federació política abans del que es preveu. No obstant això, s'ha temut que els canvis ràpids permetin una política popular reaccionària contra el projecte. No obstant això, s'ha argumentat que els costos inicials serien elevats i que l'acceleració del projecte permetria veure abans els beneficis.
Continua havent-hi importants diferències polítiques entre els estats. L'èxit de Museveni en l'obtenció del seu tercer mandat va suscitar dubtes en els altres països. El domini d'un només partit en els parlaments de Tanzània i Uganda no resulta atractiu per als kenyans, mentre que la política ètnica de Kenya continua absent a Tanzània. Ruanda té una cultura política distintiva amb una elit política compromesa amb la construcció d'un Estat desenvolupista.
Altres problemes tenen a veure amb la reticència dels Estats a renunciar a la seva participació en altres grups regionals; per exemple, la retirada de Tanzània del Mercat Comú de l'Àfrica Oriental i Austral (COMESA per les seves sigles en anglès), però la seva permanència en el bloc de la SADC per a les negociacions de l'acord d'associació econòmica amb la Unió Europea. Molts tanzans també estan preocupats perquè la creació d'un mercat comú implica l'eliminació dels obstacles a la lliure circulació de la mà d'obra i el capital. La lliure circulació de la mà d'obra pot percebre's com molt desitjable a Uganda i Kenya, i tenir importants beneficis per al desenvolupament a Tanzània; no obstant això, a Tanzània existeix una resistència generalitzada a la idea de cedir els drets sobre la terra als estrangers, inclosos els ciutadans de Kenya i Uganda.
Els sondejos informals indiquen que la majoria dels tanzans (80%) tenen una opinió desfavorable de la Federació d'Àfrica Oriental. Tanzània té més terres que totes les altres nacions de la CAO juntes (almenys fins a l'adhesió del Sudan del Sud), i alguns tanzans temen que els actuals residents de les altres nacions membres de la CAO els arrabassin les seves terres.

### Governança

#### Tribunal de Justícia d'Àfrica Oriental
El Tribunal de Justícia d'Àfrica Oriental és el braç judicial de la comunitat. S'encarrega de vetllar per l'observança de la llei en la interpretació, aplicació i compliment del Tractat de la Comunitat d'Àfrica Oriental de 1999. El Tribunal es compon de dues divisions: una Divisió de Primera Instància i una Divisió d'Apel·lació. Els seus jutges, un màxim de deu en la Divisió de Primera Instància i de cinc en la Divisió d'Apel·lació, són nomenats per la Cimera de la Comunitat d'Àfrica Oriental, l'òrgan més alt de la comunitat, entre persones recomanades pels Estats socis que són de provada integritat, imparcialitat i independència i compleixen les condicions requerides en els seus propis països per a ocupar alts càrrecs judicials, o són juristes de reconeguda competència.

#### Assemblea Legislativa d'Àfrica Oriental
L'Assemblea Legislativa d'Àfrica Oriental (East African Legislative Assembly, EALA) és el braç legislatiu de la comunitat. La EALA compta actualment amb 62 diputats, dels quals cada Estat membre presenta 9 membres triats i 8 membres ex officio. La EALA té funcions de supervisió de tots els assumptes que competeixen a la comunitat i les seves funcions inclouen debatre i aprovar el pressupost de la comunitat, discutir tots els assumptes que concerneixen a la comunitat i fer les recomanacions al consell que consideri necessàries per a l'aplicació del tractat, servir d'enllaç amb les Assemblees o Parlaments Nacionals en assumptes que concerneixen a la comunitat i establir comitès per als fins que consideri necessaris. Des de la seva inauguració en 2001, la EALA ha celebrat diverses sessions en ple en Arusha, Kampala i Nairobi.
L'assemblea s'ha fet creditora de projectes de llei crucials, en particular els relatius al comerç regional i internacional, inclosa la postura de la CAO en qüestions com l'Organització Mundial del Comerç i el transport al llac Victòria.

## Història
Kenya, Tanzània i Uganda han cooperat entre si des de principis del segle xx. L'East African Currency Board (la Junta Monetària de l'Àfrica Oriental) va proporcionar una moneda comuna des de 1919 fins a 1966. A la unió duanera entre Kenya i Uganda en 1917, a la qual es va unir la República de Tanganyika en 1927, li van seguir l'Alta Comissió d'Àfrica Oriental (East Africa High Commission, EAHC) de 1948 a 1961, l'Organització de Serveis Comuns d'Àfrica Oriental (East African Common Services Organization, EACSO) de 1961 a 1967, i la CAO de 1967 a 1977. Burundi i Ruanda es van unir a la CAO el 6 de juliol de 2009.
La cooperació interterritorial entre la Colònia de Kenya, el Protectorat d'Uganda i el Territori de Tanganyika es va formalitzar en 1948 mitjançant l'EAHC. En ella s'establia una unió duanera, un aranzel exterior comú, una moneda i un segell. També s'ocupava dels serveis comuns de transport i comunicacions, recerca i educació. Després de la independència, aquestes activitats integrades es van reconstituir i l'EAHC va ser substituïda per l'EACSO, que molts observadors van pensar que conduiria a una federació política entre els tres territoris. La nova organització va ensopegar amb dificultats a causa de la falta de planificació i política fiscal conjuntes, a les polítiques separades i a la posició econòmica dominant de Kenya. En 1967, l'EACSO va ser substituïda per l'EAC. Aquest organisme pretenia reforçar els llaços entre els membres mitjançant un mercat comú, un aranzel duaner comú i una sèrie de serveis públics per a aconseguir un creixement econòmic equilibrat a la regió.
En 1977, la CAO es va esfondrar. Les causes del col·lapse van ser, entre d'altres, les exigències de Kenya de tenir més pes en els òrgans de presa de decisions que Uganda i Tanzània, els desacords amb el dictador ugandès Idi Amin, que exigia que Tanzània, com a estat membre de la CAO, no albergués a les forces que lluitaven per enderrocar al govern d'un altre estat membre, i els sistemes econòmics dispars del socialisme a Tanzània i el capitalisme a Kenya. Els tres estats membres van perdre més de seixanta anys de cooperació i els beneficis de les economies d'escala, encara que alguns funcionaris del govern kenyà van celebrar el col·lapse amb eufòria.
Els presidents Daniel arap Moi, de Kenya, Ali Hassan Mwinyi, de Tanzània, i Yoweri Kaguta Museveni, d'Uganda, van signar el 30 de novembre de 1993 a Kampala el Tractat de Cooperació d'Àfrica Oriental i van establir una Comissió Tripartida de Cooperació. Es va iniciar un procés de reintegració que incloïa programes tripartits de cooperació en els àmbits polític, econòmic, social i cultural, recerca i tecnologia, defensa, seguretat i assumptes legals i judicials.
La CAO es va reactivar el 30 de novembre de 1999, quan es va signar el tractat per al seu restabliment. Va entrar en vigor el 7 de juliol de 2000, 23 anys després del col·lapse de l'anterior comunitat i els seus òrgans. El març de 2004 es va signar una unió duanera que va entrar en vigor l'1 de gener de 2005. Kenya, el major exportador de la regió, va continuar pagant drets per les mercaderies que entraven en els altres quatre països en una escala decreixent fins a 2010. S'aplicarà un sistema comú d'aranzels a les mercaderies importades de tercers països.
El 30 de novembre de 2016 es va declarar que l'objectiu immediat seria la confederació i no la federació.

### Ingrés de Sudan del Sud
Els presidents de Kenya i Ruanda van convidar al aovern autònom del Sudan del Sud a sol·licitar l'adhesió després de la independència del Sudan del Sud en 2011, i es va informar que el Sudan del Sud era un país sol·licitant a mitjan juliol de 2011. En aquell moment, els analistes van suggerir que els primers esforços del Sudan del Sud per integrar les infraestructures, inclosos els enllaços ferroviaris i els oleoductes, amb els sistemes de Kenya i Uganda indicaven la intenció de Juba d'allunyar-se de la dependència del Sudan i acostar-se a la CAO. Reuters va considerar que el Sudan del Sud era el candidat més probable per a l'expansió de la CAO a curt termini, i un article del diari tanzà The Citizen que informava que el president de l'Assemblea Legislativa d'Àfrica Oriental, Abdirahin Haithar Abdi, havia dit que el Sudan del Sud era «lliure d'unir-se a la CAO», afirmava que els analistes creuen que el país es convertiria aviat en membre de ple dret de l'organisme regional.
El 17 de setembre de 2011, el Daily Nation va citar a un parlamentari sud-sudanès que afirmava que, encara que el seu govern estava desitjós d'unir-se a la CAO, probablement retardaria la seva adhesió per la preocupació que la seva economia no estigués prou desenvolupada per a competir amb els Estats membres de la CAO i pogués convertir-se en un «abocador» per a les exportacions de Kenya, Tanzània i Uganda. Això va ser desmentit pel president Salva Kiir, que va anunciar que el Sudan del Sud havia iniciat el procés de sol·licitud un mes després. La sol·licitud va ser ajornada per la CAO al desembre de 2012. A més a més, els incidents amb els operadors de boda boda ugandesos a diverses ciutats del Sudan del Sud van crear tensions polítiques i amenaçaven retardar encara més el procés.
Al desembre de 2012, Tanzània va acceptar la sol·licitud del Sudan del Sud per a unir-se a la CAO, aclarint el camí perquè l'estat més jove del món es convertís en el sisè membre del bloc regional. Al maig de 2013, la CAO va reservar 82.000 dòlars per a l'admissió del Sudan del Sud en el bloc, encara que aquesta no es va produir fins a 2016. El procés, que va iniciar-se després de la reunió del Consell de Ministres de la CAO a l'agost de 2013, estava previst que durés almenys quatre anys. En la 14a Cimera Ordinària celebrada a Nairobi en 2012, els caps d'Estat de la CAO van aprovar l'informe de verificació que va presentar el Consell de Ministres, i li van ordenar que iniciés el procés de negociació amb el Sudan del Sud.
Es va formar un equip per a avaluar la candidatura del Sudan del Sud; no obstant això, a l'abril de 2014, la nació va sol·licitar un retard en el procés d'admissió, presumiblement a causa del guerra civil que estava patint.
El ministre d'Afers exteriors del Sudan del Sud, Barnaba Marial Benjamin, va afirmar públicament a l'octubre de 2015 que, després de les avaluacions i reunions d'un comitè tècnic especial al maig, juny, agost, setembre i octubre, el comitè havia recomanat que es permetés al Sudan del Sud ingressar en la Comunitat d'Àfrica Oriental. Aquestes recomanacions, no obstant això, no s'havien fet públiques. Es va informar que el Sudan del Sud podria ser admès ja al novembre de 2015, quan els caps dels Estats d'Àfrica Oriental celebressin la seva cimera.
Finalment, el Sudan del Sud va rebre l'aprovació per a ingressar en el bloc al març de 2016, i va signar un tractat d'adhesió a l'abril de 2016. Tenia sis mesos per a ratificar l'acord, la qual cosa va fer el 5 de setembre, moment en el qual es va adherir formalment a la comunitat. Encara no participa en la mateixa mesura que els altres membres.

## Moneda comuna
Entre els anys 2012 i 2015 estava previst que traguessin una moneda comuna, el xíling de l'Àfrica Oriental.
El gener de 2023, la Comunitat de l'Àfrica Oriental (EAC) té previst emetre una moneda única en els propers quatre anys. El Consell de Ministres de l'organització ha de decidir la ubicació de l'Institut Monetari d'Àfrica Oriental i l'establiment d'un full de ruta per a l'emissió de la moneda única.

## Passaport comú
El passaport d'Àfrica Oriental es va llançar l'1 d'abril de 1999. El passaport d'Àfrica Oriental s'ha introduït com a document de viatge per a facilitar el pas fronterer entre aquests estats africans als residents de la CAO. Només és vàlid per a viatjar dins dels països de la CAO i dona dret a una estada de diverses entrades amb una validesa renovable de sis mesos en qualsevol dels països. El passaport s'expedeix en tres dels sis Estats membres de la CAO (Kenya, Uganda i Tanzània). Els passaports estan disponibles en les seus dels respectius departaments d'immigració a Nairobi, Kampala i Dar es Salaam. Només els ciutadans d'Àfrica Oriental poden sol·licitar l'expedició dels passaports. El passaport costa 10 dòlars dels EUA o l'equivalent en monedes de la CAO. La tramitació de les sol·licituds de passaports sol trigar entre dues i tres setmanes. Encara que el passaport només és vàlid dins de la CAO, s'estan debatent les modalitats d'internacionalització del passaport d'Àfrica Oriental amb l'objectiu de tenir un document de viatge comú per als residents de la CAO en 2006.
Altres mesures destinades a facilitar l'encreuament de fronteres per als residents de la Comunitat d'Àfrica Oriental són l'expedició de passis interestatals (que va començar l'1 de juliol de 2003), una targeta única d'immigració de sortida/entrada (adoptada pels tres Estats membres), la finalització dels procediments harmonitzats dels permisos de treball i el procés de classificació, i la recopilació d'estudis sobre l'harmonització de les lleis laborals i les polítiques d'ocupació (ara en la seva fase final).

## Potencials candidats

### República Democràtica del Congo
En 2010, funcionaris tanzans van expressar el seu interès a convidar a la República Democràtica del Congo (RDC) a unir-se a la Comunitat d'Àfrica Oriental. La RDC va sol·licitar la seva admissió en la CAO el juny de 2019. Si s'aprova, la RDC donaria a la CAO el seu primer port en la costa occidental africana.

### Malawi
En 2010, funcionaris tanzans van expressar el seu interès a convidar a Malawi a unir-se a la CAO. No obstant això, la ministra d'Afers exteriors de Malawi, Etta Banda, va dir que no s'estaven duent a terme negociacions formals sobre l'adhesió del seu país.

### Somàlia
Representants de Somàlia van sol·licitar l'adhesió a la CAO el març de 2012. La sol·licitud va ser examinada pels Caps d'Estat de la CAO el desembre de 2012, que van demanar que el Consell de la CAO treballés amb Somàlia per a verificar la seva sol·licitud. El febrer de 2015, la CAO va tornar a deliberar sobre l'assumpte, però va ajornar la decisió perquè encara no s'havia iniciat la verificació ni s'havien ultimat els preparatius amb el govern de Somàlia. A partir de juny de 2019, la sol·licitud de Somàlia s'ha congelat a causa de la inestabilitat del país.

### Sudan
El Sudan va sol·licitar el seu ingrés en la CAO en 2011, però Tanzània i Uganda s'oposen fermament a la seva adhesió. Van al·legar que, a causa de la falta de frontera directa del Sudan amb la CAO en aquest moment, a les seves accions suposadament discriminatòries cap als africans negres, al seu historial de violacions dels drets humans i a la seva història d'hostilitats tant amb Uganda com amb el Sudan del Sud, no reunia els requisits per a adherir-se. La sol·licitud del Sudan va ser rebutjada per la CAO el desembre de 2011.